# Hélène Ahrweiler
Pour les articles homonymes, voir Ahrweiler.
Hélène Glykatzi (en grec moderne : Ελένη Γλύκατζη) épouse Ahrweiler, née le 29 août 1926 à Athènes (Grèce), est une médiéviste et universitaire grecque naturalisée française, spécialiste en études byzantines.

## Biographie
Issue d'une famille grecque chassée d'Asie mineure, fille de Nicolas Glykatzis et de Kalliroé Psaltides, Hélène Glykatzi fait ses études à Athènes au Gymnase classique, puis à l'Institut français et à l'Institut anglais, avant de suivre les cours de la Faculté des lettres d'où elle sort diplômée de philosophie. Puis, à Paris, elle suit les cours de l'École pratique des hautes études et obtient un doctorat d'histoire. Elle obtient en 1966 un doctorat ès lettres, consacré à Byzance et la mer, édité par les Presses universitaires de France.
En 1955, elle entre comme chercheur au Centre national de la recherche scientifique, puis est promue maître de recherches. Le 7 novembre 1958, elle épouse Jacques Ahrweiler, dont elle a une fille, Marie-Hélène (épouse de Jean-Roch Giovachini). En 1967, elle quitte le CNRS pour devenir professeure à la Sorbonne.
Elle est successivement directrice du département d'histoire de la faculté de lettres de Paris (1969-1970), cofondatrice et première vice-présidente (1970-1973) puis présidente (1976-1981) de l'Université Paris I (Panthéon-Sorbonne). En 1982, François Mitterrand la nomme recteur de l'Académie de Paris, chancelier des universités de Paris. Elle occupe cette fonction jusqu'en 1989.
En février 1989, Hélène Ahrweiler est nommée présidente du Centre national d'art et de culture Georges-Pompidou, où elle succède à Jean Maheu. Elle effectue un mandat de deux ans et demi jusqu'en août 1991, atteinte par la limite d'âge de 65 ans.
Hélène Ahrweiler a également été présidente de l'Association des universités européennes, présidente puis présidente honoraire du Comité d'éthique pour les sciences, vice-présidente du Conseil supérieur de l'Éducation nationale (1983-1989), secrétaire générale du Comité international des sciences historiques (1980-1990), présidente d'honneur de l'Association internationale des études byzantines, expert (sciences sociales et humaines) auprès de l'UNESCO, vice-présidente puis présidente de la Maison des sciences de l'homme (1982-1989), vice-présidente du conseil d'orientation du Centre Georges-Pompidou (1976-1989), présidente du Centre culturel européen de Delphes, présidente du Théâtre national de Grèce à Athènes, présidente de la Fondation Terra pour les arts et l'éducation (Chicago-Giverny), membre du comité d'orientation de l'Institut Veolia environnement.
Elle est membre correspondant de la British Academy, membre associé de l'Académie royale de Belgique, membre correspondant de l'Académie d'Athènes, de l'Académie des sciences de Berlin, de l'Académie des sciences de Bulgarie. Elle est également docteur honoris causa des universités de Londres, Harvard, Belgrade, New York, Lima, Nouveau-Brunswick, Haïfa, Fribourg et de l'École des hautes études en sciences politiques et sociales d'Athènes.
Un volume de Mélanges, en deux tomes, lui a été offert par ses collègues, disciples et amis en 1998 sous le titre Eupsychia.

## Publications
- Byzance et la mer. La marine de guerre, la politique et les institutions maritimes de Byzance aux VIIe – XVe siècles[7] (coll. « Bibliothèque byzantine. Études », 5), Paris, PUF, 1966, 502 p.
- Études sur les structures administratives et sociales de Byzance, 1971
- L'Idéologie politique de l'empire byzantin[8] (coll. « SUP-L'Historien »), Paris, PUF, 1975, 153 p.
- Byzance : les pays et les territoires, 1976
- The Making of Europe: Lectures and Studies (Livani), 2000
- Les Européens, 2000
- Le Roman d'Athènes, 2004

## Décorations
- Commandeure de la Légion d'honneur
- Grand-croix de l'ordre national du Mérite[9]
- Commandeure de l'ordre des Palmes académiques
- Commandeure de l'ordre des Arts et des Lettres
- Grande officière d'argent de l'ordre du Mérite (Autriche)
- Ordre olympique[10].

## Source
- Who's who in France, 34e édition, 2002-2003, Levallois-Perret, éditions Jacques Lafitte, 2002, p. 114